# Commissario europeo della Spagna
Il commissario europeo della Spagna è un membro della Commissione europea proposto al Presidente della Commissione dal Governo della Spagna.
La Spagna ha avuto diritto a due commissari europei dal 1º gennaio 1986, anno della sua adesione alla Comunità Economica Europea, all'insediamento della prima Commissione Barroso nel 2004; da allora, a seguito del quinto allargamento, ha diritto ad un solo commissario, come tutti gli altri Stati membri.

## Lista dei commissari europei della Spagna
| Commissario               | Competenza                                                                                        | Commissione                      | Periodo        | Partito |
| ------------------------- | ------------------------------------------------------------------------------------------------- | -------------------------------- | -------------- | ------- |
| Teresa Ribera             | Transizione pulita, giusta e competitiva (Vicepresidente)                                         | von der Leyen II                 | 2024-in carica | PSOE    |
| Josep Borrell i Fontelles | Alto rappresentante dell'Unione per gli affari esteri e la politica di sicurezza (Vicepresidente) | von der Leyen I                  | 2019-2024      | PSOE    |
| Miguel Arias Cañete       | Azione per il clima ed energia                                                                    | Juncker                          | 2014-2019      | PP      |
| Joaquín Almunia           | Concorrenza (Vicepresidente)                                                                      | Barroso II                       | 2004-2014      | PSOE    |
| Joaquín Almunia           | Affari economici e monetari                                                                       | Prodi e Barroso I                | 2004-2014      | PSOE    |
| Pedro Solbes              | Affari economici e monetari                                                                       | Prodi                            | 1999-2004      | PSOE    |
| Loyola de Palacio         | Relazioni con il Parlamento, trasporti ed energia (Vicepresidente)                                | Prodi                            | 1999-2004      | PP      |
| Marcelino Oreja           | Relazioni con il Parlamento, cultura e politica audiovisuale                                      | Santer e Marín                   | 1994-1999      | PP      |
| Marcelino Oreja           | Trasporti, Energia e Agenzia per Euratom                                                          | Delors III                       | 1994-1999      | PP      |
| Manuel Marín              | Presidente                                                                                        | Marín                            | 1986-1999      | PSOE    |
| Manuel Marín              | Relazioni con il Mediterraneo meridionale, l'America Latina e il Medio Oriente (Vicepresidente)   | Santer                           | 1986-1999      | PSOE    |
| Manuel Marín              | Cooperazione e sviluppo (Vicepresidente)                                                          | Delors I, Delors II e Delors III | 1986-1999      | PSOE    |
| Abel Matutes              | Trasporti, energia e Agenzia per Euratom                                                          | Delors III                       | 1986-1994      | PP      |
| Abel Matutes              | Politica mediterranea                                                                             | Delors I e Delors II             | 1986-1994      | PP      |